# Camillina bimini
Camillina bimini Platnick & Shadab, 1982 è un ragno appartenente alla famiglia Gnaphosidae.

## Etimologia
Il nome proprio deriva dall'isola bahamense di South Bimini

## Caratteristiche
L'olotipo maschile rinvenuto ha lunghezza totale è di 2,34mm; la lunghezza del cefalotorace è di 1,25mm e la larghezza è di 0,90mm

## Distribuzione
La specie è stata reperita nell'arcipelago delle Bahamas occidentali: sull'isola di South Bimini

## Tassonomia
Al 2015 non sono note sottospecie e dal 1982 non sono stati esaminati nuovi esemplari